# Regione di Bjelovar e della Bilogora
La regione di Bjelovar e della Bilogora (croato: Bjelovarsko-bilogorska županija) è una regione della Croazia settentrionale. Essa è situata ad est di Zagabria e prende il nome dai rilievi della Bilogora. Capoluogo della Regione è Bjelovar.

## Popolazione
Suddivisione della popolazione secondo le nazionalità (dati secondo il censimento del 2001):
- 109.871 (82,56%) croati
- 9.421 (7,08%) serbi
- 7.098 (5,33%) cechi
- 1.188 (0,89%) ungheresi
- 755 (0,57%) albanesi
- 140 (0,11%) rom
- 3.241 (2,44%) nessuna indicazione
- 558 (0,42%) n.d.

In seguito al ritorno dei profughi serbi la percentuale di popolazione serba dovrebbe tendere all'aumento.

## Città e comuni
La Regione di Bjelovar e della Bilogora è divisa in 5 città e 18 comuni, qui sotto elencati (fra parentesi il dato relativo al censimento della popolazione del 2001).

### Città
| Città          | Ab.    |
| -------------- | ------ |
| Bjelovar       | 41.869 |
| Čazma          | 8.895  |
| Daruvar        | 13.243 |
| Garešnica      | 11.630 |
| Grubišno Polje | 7.523  |

### Comuni
| Comune            | Ab.   |
| ----------------- | ----- |
| Berek             | 1.706 |
| Dežanovac         | 3.355 |
| Đulovac           | 3.640 |
| Hercegovac        | 2.791 |
| Ivanska           | 3.510 |
| Kapela            | 3.516 |
| Končanica         | 2.824 |
| Nova Rača         | 4.077 |
| Rovišće           | 5.262 |
| Severin           | 1.038 |
| Sirač             | 2.546 |
| Šandrovac         | 2.095 |
| Štefanje          | 2.347 |
| Velika Pisanica   | 2.151 |
| Velika Trnovitica | 1.661 |
| Veliki Grđevac    | 3.313 |
| Veliko Trojstvo   | 3.092 |
| Zrinski Topolovac | 1.000 |